# Walking with a Panther
Walking with a Panther è il terzo album del rapper statunitense LL Cool J, pubblicato il 6 giugno del 1989 da Def Jam, Columbia Records e CBS. Dopo aver lavorato all'album precedente, il gruppo di produzione L.A. Posse chiede di ricevere una paga più alta, la Def Jam rifiuta e il gruppo non prende parte al terzo LP del rapper, escluso Dwayne Simon, unico membro del gruppo a restare tra i produttori di Walking with a Panther. Principalmente prodotto da LL Cool J e da Dwayne Simon, l'album è stato prodotto anche da Rick Rubin e dalla Bomb Squad, gruppo di produzione dei Public Enemy.
L'album diviene un successo commerciale, raggiungendo il sesto posto nella Billboard 200 e il primo nella classifica dedicata agli album R&B/Hip-Hop, dove resta per quattro settimane. Nonostante ciò, il prodotto ottiene recensioni miste da parte della comunità hip hop all'epoca della sua pubblicazione ed è criticato specialmente dai puristi hip hop che ritengono che con questo album abbia minato la propria credibilità. Al contrario, l'album ottiene critiche positive da parte dei critici musicali. Secondo Steve Huey di Allmusic, l'album è «troppo lungo», tuttavia, «nonostante i suoi difetti, è uno dei migliori album di LL Cool J.»
L'album è inoltre uno dei primi tentativi di crossover nell'hip hop.
| Recensione                    | Giudizio |
| ----------------------------- | -------- |
| AllMusic                      | [ 1 ]    |
| Q                             | [ 5 ]    |
| Rolling Stone                 | [ 6 ]    |
| The Village Voice             | A−       |
| The Rolling Stone Album Guide | [ 8 ]    |

## Tracce
Testi di Dwayne Simon (tracce 1-2, 6-8, 11-18), Todd Smith, Bryan Philpot (traccia 3), Eric Sadler (tracce 5 e 10), Hank Shocklee (tracce 5 e 10), Rick Rubin (traccia 9), Keith Shocklee (traccia 10), Steve Ett (tracce 7, 12, 14, 17-18),	Brian Latture (tracce 8, 11, 15-17)., musiche di LL Cool J & Dwayne Simon eccetto dove indicato.
1. Droppin' Em – 4:22
2. Smokin', Dopin' – 3:31
3. Fast Peg (Co-produzione: DJ Cut Creator) – 1:38
4. Clap Your Hands – 5:07
5. Nitro (Co-produzione: The Bomb Squad) – 4:43
6. You're My Heart – 4:42
7. I'm That Type of Guy – 5:16
8. Why Do You Think They Call It Dope? – 3:49
9. Going Back to Cali – 4:09 (musica: Rick Rubin)
10. It Gets No Rougher (Co-produzione: The Bomb Squad) – 5:16
11. Big Ole Butt – 4:34
12. One Shot at Love – 4:18
13. 1-900 LL Cool J – 3:01
14. Two Different Worlds (feat. Cydne Monet) – 5:19
15. Jealous – 3:54
16. Jingling Baby – 4:15
17. Def Jam in the Motherland – 4:35
18. Change Your Ways – 3:20

Durata totale: 75:49

## Formazione
Crediti adattati da Allmusic.
- Ricardo Betancourt - fotografia
- David Bianco - ingegnere audio
- Mack Davis - compositore
- Steven Ett - compositore, assistente produttore, ingegnere audio, missaggio
- Greg Gordon - ingegnere audio
- Jay Henry - ingegnere audio
- Brian Latture - compositore, assistente produttore
- LL Cool J - voce, compositore, produttore
- Cydne Monet - cori
- Billy Patterson - chitarra
- Bryan Philpot - compositore, assistente produttore
- Kevin Reynolds - ingegnere audio
- Rick Rubin - compositore, produttore
- Eric Sadler - compositore, assistente produttore, produttore
- Tony Sellari - direzione artistica
- Hank Shocklee - compositore, assistente produttore, produttore
- Keith Shocklee - compositore, produttore
- Dwayne "Muffla" Simon - compositore, produttore
- David Tobocman - tastiere
- Chuck Valle - assistente ingegnere audio
- Tony "Funky Drummer" Walls - batteria
- Ferdinand Washington - compositore
- Howie Weinberg	- mastering

## Classifiche

### Classifiche settimanali
| Classifica (1989)         | Posizione massima |
| ------------------------- | ----------------- |
| Regno Unito               | 43                |
| Stati Uniti               | 6                 |
| US Top R&B/Hip-Hop Albums | 1                 |

### Classifiche di fine anno
| Classifica (1989)         | Posizione massima |
| ------------------------- | ----------------- |
| Stati Uniti               | 61                |
| US Top R&B/Hip-Hop Albums | 30                |